# آرموتلو
آرموتلو (به ترکی استانبولی: Armutlu) یک منطقهٔ مسکونی در ترکیه است که در استان یالوا واقع شده‌است. آرموتلو ۱۴ متر بالاتر از سطح دریا واقع شده‌است.